# فادريول (كيبك)
فادريول (بالإنجليزية: Vaudreuil-sur-le-Lac, Quebec)‏ هي local municipality of Quebec تقع في كندا في Vaudreuil-Soulanges Regional County Municipality. يقدر عدد سكانها بـ 1,359 نسمة ومساحتها 2.80 كم2 .